# Série mondiale 1953
Navigation
Édition précédente Édition suivante
La Série mondiale 1953 est la 50e série finale de la Ligue majeure de baseball. 
Elle se joue du 30 septembre au 5 octobre entre les Yankees de New York et les Dodgers de Brooklyn. C'est la même affiche que lors de la Série mondiale de 1952.
Les Yankees remportent leur cinquième titre consécutif et leur quatrième en sept ans face au Dodgers, le seizième de l'histoire de la franchise. Cette Série est la dernière de cinq consécutives remportées par les Yankees, un record en Série mondiale.

## Équipes en présence

### Yankees de New York
Avec un bilan en saison régulière de 99-52 (V-D% de 0,656), les Yankees de New York sont champions de la ligue américaine devant les Indians de Cleveland. 
C'est la quatrième fois en sept ans que les Yankees retrouvent les Dodgers à ce niveau de compétition. Ils restent sur trois victoires face aux Dodgers et quatre Séries consécutives remportées.

### Dodgers de Brooklyn
Les Dodgers de Brooklyn terminent la saison régulière avec un bilan de 105-49 (V-D% de 0,682), devant les Braves de Milwaukee. Ils sont champions de la ligue nationale.
Carl Furillo a la meilleure moyenne de frappe de la ligue avec ,344. Duke Snider mène la ligue en moyenne de puissance avec ,627 et en points marqués avec 132.
Les Dodgers tentent de prendre leur revanche après leur défaite en Série mondiale face aux Yankees l'année précédente.

### Affrontements précédents
Les Yankees ont remporté les quatre Séries mondiales opposant les équipes: 4-1 en 1941, 4-3 en 1947, 4-1 en 1949 et 4-3 en 1952.

## Médias
L'événement est retransmis à la télévision par NBC. Les commentateurs sont Mel Allen et Vin Scully.
À la radio, c'est Al Helfer et Gene Kelly qui commentent pour Mutual.
Les quatre premiers matchs seront retransmis en direct à la télévision de Radio-Canada, notamment au réseau français CBFT, via le réseau micro-ondes et par suite d'une entente avec Mutual Broadcasting System.

## Déroulement de la série

### Calendrier des rencontres
La première équipe à remporter quatre parties sur les sept programmées est sacrée championne. 
| Match | Date         | Lieu           | Visiteur            | Hôte                | Score  | Affluence |
| ----- | ------------ | -------------- | ------------------- | ------------------- | ------ | --------- |
| 1     | 30 septembre | Yankee Stadium | Dodgers de Brooklyn | Yankees de New York | 5 - 9  | 69 734    |
| 2     | 1er octobre  | Yankee Stadium | Dodgers de Brooklyn | Yankees de New York | 2 - 4  | 66 786    |
| 3     | 2 octobre    | Ebbets Field   | Yankees de New York | Dodgers de Brooklyn | 2 - 3  | 35 270    |
| 4     | 3 octobre    | Ebbets Field   | Yankees de New York | Dodgers de Brooklyn | 3 - 7  | 36 775    |
| 5     | 4 octobre    | Ebbets Field   | Yankees de New York | Dodgers de Brooklyn | 11 - 7 | 36 775    |
| 6     | 5 octobre    | Yankee Stadium | Dodgers de Brooklyn | Yankees de New York | 3 - 4  | 62 370    |

### Match 1
Mercredi 30 septembre 1953 au Yankee Stadium, Bronx, New York.
| Dodgers de Brooklyn | 0 | 0 | 0 | 0 | 1 | 3 | 1 | 0 | 0 | 5 | 12 | 2 |
| Yankees de New York | 4 | 0 | 0 | 0 | 1 | 0 | 1 | 3 | X | 9 | 12 | 0 |
| Lanceurs partants : BRO : Clem Labine NYY : Johnny Sain Vic. : Johnny Sain (1-0) Déf. : Clem Labine (0-1) HRs : BRO : Jim Gilliam (1), Gil Hodges (1), George Shuba (1) NYY : Yogi Berra (1), Joe Collins (1) |   |   |   |   |   |   |   |   |   |   |    |   |

### Match 2
Jeudi 1er octobre 1953 au Yankee Stadium, Bronx, New York.
| Dodgers de Brooklyn | 0 | 0 | 0 | 2 | 0 | 0 | 0 | 0 | 0 | 2 | 9 | 1 |
| Yankees de New York | 1 | 0 | 0 | 0 | 0 | 0 | 1 | 2 | X | 4 | 5 | 0 |
| Lanceurs partants : BRO : Preacher Roe NYY : Eddie Lopat Vic. : Eddie Lopat (1-0) Déf. : Preacher Roe (0-1) HRs: NYY : Billy Martin (1), Mickey Mantle (1) |   |   |   |   |   |   |   |   |   |   |   |   |

### Match 3
Vendredi 2 octobre 1953 au Ebbets Field, Brooklyn, New York.
| Yankees de New York | 0 | 0 | 0 | 0 | 1 | 0 | 0 | 1 | 0 | 2 | 6 | 0 |
| Dodgers de Brooklyn | 0 | 0 | 0 | 0 | 1 | 1 | 0 | 1 | X | 3 | 9 | 0 |
| Lanceurs partants : NYY : Vic Raschi BRO : Carl Erskine Vic. : Carl Erskine (1-0) Déf. : Vic Raschi (0-1) HRs: BRO : Roy Campanella (1) |   |   |   |   |   |   |   |   |   |   |   |   |

Carl Erskine effectue 14 retraits sur des prises, effaçant le record détenu par Howard Ehmke avec 13 depuis 1929. Sandy Koufax battra à son tour ce record en 1963.
Yogi Berra, atteint par un lancer deux fois lors de la rencontre, devient le premier joueur de la ligue américaine à être touché deux fois dans la même rencontre en Série mondiale.

### Match 4
Samedi 3 octobre 1953 au Ebbets Field, Brooklyn, New York.
| Yankees de New York | 0 | 0 | 0 | 0 | 2 | 0 | 0 | 0 | 1 | 3 | 9  | 0 |
| Dodgers de Brooklyn | 3 | 0 | 0 | 1 | 0 | 2 | 1 | 0 | X | 7 | 12 | 0 |
| Lanceurs partants : NYY : Whitey Ford BRO : Billy Loes Vic. : Billy Loes (1-0) Déf. : Whitey Ford (0-1) Sauv. : Clem Labine (1) HRs : NYY : Gil McDougald (1) BRO : Duke Snider (1) |   |   |   |   |   |   |   |   |   |   |    |   |

### Match 5
Dimanche 4 octobre 1953 au Ebbets Field, Brooklyn, New York.
| Yankees de New York | 1 | 0 | 5 | 0 | 0 | 0 | 3 | 1 | 1 | 11 | 11 | 1 |
| Dodgers de Brooklyn | 0 | 1 | 0 | 0 | 1 | 0 | 0 | 4 | 1 | 7  | 14 | 1 |
| Lanceurs partants : NYY : Jim McDonald BRO : Johnny Podres Vic. : Jim McDonald (1-0) Déf. : Johnny Podres (0-1) Sauv. : Allie Reynolds (1) HRs : NYY : Gene Woodling (1), Mickey Mantle (2), Billy Martin (2), Gil McDougald (2) BRO : Billy Cox (1), Jim Gilliam (2) |   |   |   |   |   |   |   |   |   |    |    |   |

À 21 ans et 349 jours, Mickey Mantle des Yankees devient dans ce match le plus jeune joueur à frapper un grand chelem dans les Séries mondiales. C'est aussi le grand chelem réussi en séries éliminatoires par le plus jeune joueur, jusqu'à ce que la marque soit améliorée par Ronald Acuña Jr. en 2018.

### Match 6
Lundi 5 octobre 1953 au Yankee Stadium, Bronx, New York.
| Dodgers de Brooklyn | 0 | 0 | 0 | 0 | 0 | 1 | 0 | 0 | 2 | 3 | 8  | 3 |
| Yankees de New York | 2 | 1 | 0 | 0 | 0 | 0 | 0 | 0 | 1 | 4 | 13 | 0 |
| Lanceurs partants : BRO : Clem Labine NYY : Allie Reynolds Vic. : Allie Reynolds (1-0) Déf. : Clem Labine (0-2) HRs : BRO : Carl Furillo (1) |   |   |   |   |   |   |   |   |   |   |    |   |

## MVP
Billy Martin, auteur de douze coups sûrs, est joueur par excellence de la Série mondiale.